# Marcello De Nardus
Marcello De Nardus, né le 13 juillet 1922, à Venise, en Italie et mort le 20 juin 2011, à Padoue, en Italie, est un ancien joueur italien de basket-ball.

## Palmarès
- Champion d'Italie 1942, 1943
- Finaliste du championnat d'Europe 1946